# Catedral de Santa María (Hildesheim)

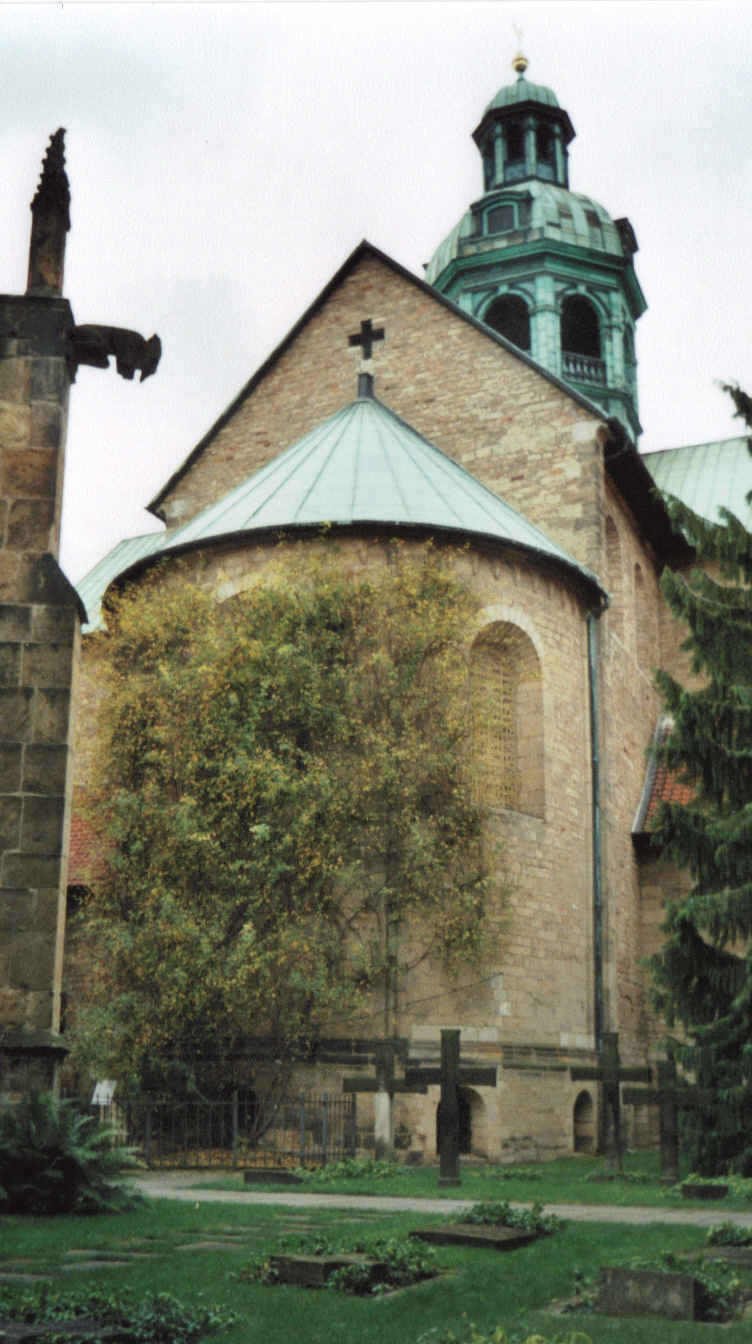
El rosal milenario

La Catedral de Santa María de la Ascensión (Dom St. Maria) de Hildesheim, en Alemania, es la catedral de la diócesis de Hildesheim. Su construcción comenzó en 872. Casi enteramente reconstruida en los años 1950 dentro de su estilo románico original, sus muros y su tesoro están clasificados dentro del Patrimonio de la Humanidad de la Unesco desde 1985, junto con la iglesia de San Miguel de Hildesheim.

## Historia

### La construcción
La catedral de Santa María de Hildesheim comenzó en 815. En 2011 se encontraron los cimientos de la primera catedral bajo la cripta durante una renovación del edificio. La primera catedral era una pequeña iglesia en forma de un cuadrado con una dimensión de 6 x 6 metros. En el este se hallaba un ábside semicircular donde fue encontrado el resto del primer altar. La iglesia de hoy fue construida entre 1010 y 1020, con una planta simétrica con dos ábsides, característica de la arquitectura otoniana del ducado de Sajonia, que suele considerarse como románica. La iglesia fue agrandada y modificada en los siglos XI, XII y XIV, sin por ello cuestionar el plano original del obispo Alfredo. El patio que aún está hoy en torno a la catedral destaca el plano bernardino de esta catedral fortificada.

### Bombardeo durante la Segunda Guerra Mundial
En el curso de la Segunda Guerra Mundial, el 22 de marzo de 1945 quedó casi completamente destruida por los bombardeos aliados, y fue reconstruida entre 1950 y 1960. No se reprodujeron las transformaciones barrocas que había conocido el edificio, prefiriéndose volver de nuevo a la arquitectura románica primitiva. Con objeto del jubileo de los 1.200 años de la diócesis, en 2015, se prevén una renovación de las fachadas y algunas transformaciones. En el centro del claustro (construido entre 1060 y 1070) de la catedral se alza la capilla de Ana (Annenkapelle), construida en 1321 en estilo gótico. El claustro y la capilla sobrevivieron la destrucción de la catedral casi sin daño.

### El rosal milenario
El lugar de la catedral es célebre por una curiosidad que puede verse en el exterior del edificio: el «rosal milenario». Este escaramujo crece adosado al muro exterior del ábside (que contiene una capilla gótica de 1321, llamada «capilla de santa Ana»), dentro del patio interior del claustro. No puede señalarse la edad exacta del rosal. La tradición local se remonta al año 815.
Se dice que un día, el emperador Ludovico Pío habría hecho decir una misa en el curso de una caza en medio del bosque. El relicario de la Virgen, llevado para la ocasión, quedó suspendido de la rama de un escaramujo o rosal silvestre. Pero una vez que la misa terminó, no fue posible arrancar el relicario del arbusto. El emperador vio en ello un signo según el cual era en ese mismo lugar, y no, como había previsto, en Elze donde debía fundarse el nuevo obispado y que era necesario ponerlo bajo la protección de la Virgen María de la que la rosa es el símbolo.
Así la presencia de este rosal silvestre se certifica sin interrupción sobre este muro después de al menos cuatro siglos. Este «rosal milenario» simboliza la prosperidad de la ciudad de Hildesheim.

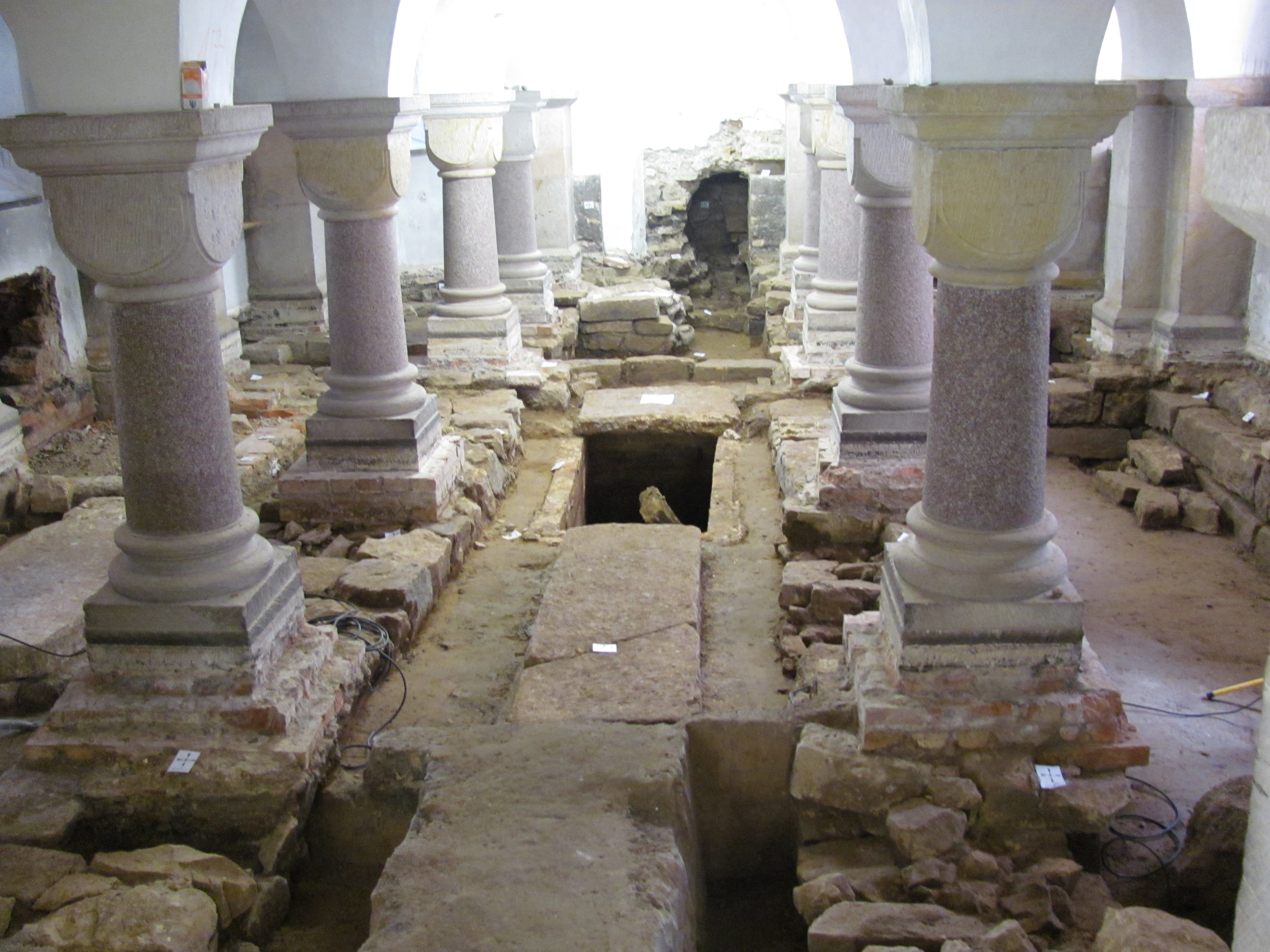
Cimientos de la primera catedral construida en 815 bajo la cripta

Según la leyenda, mientras el rosal siga floreciendo, la ciudad no declinará. A finales de la Segunda Guerra Mundial, en 1945, las bombas explosivas e incendiarias dañaron el ábside de la catedral y en consecuencia el rosal. Del macizo sólo quedó bajo los escombros un pie en parte carbonizado: parecía el fin del arbusto antiguo. Pero las raíces del rosal estaban en lo fundamental intactas. Poco tiempo después, surgieron nuevos pies. Desde entonces, se marcan las jóvenes ramas del «rosal milenario» aparecidas cada año con colgantes reflexivos. Cuando los habitantes de Hildesheim descubrieron que el rosal daba nuevas ramas, lo vieron como un feliz presagio, e hicieron de este arbusto el símbolo de su ciudad. El rosal de Hildesheim está considerado como el más viejo del mundo.

## Decoración interior y tesoro
La catedral es famosa por las obras de arte que alberga. El museo de la catedral conserva una de las colecciones de tesoros medievales más extensa de Europa. Los bronces del obispo Bernardo (993–1022) son mundialmente conocidos:
- Los marcos de la 'puerta de san Bernardo', de bronce, de 4,7 metros de alto, encargadas por el obispo Bernward en 1015, con relieves sobre la historia de Adán y Cristo.
- Las columnas de Cristo, de bronce de 4,5 metros de alto, que data de 1020, adornada con relieves de la vida de Cristo.

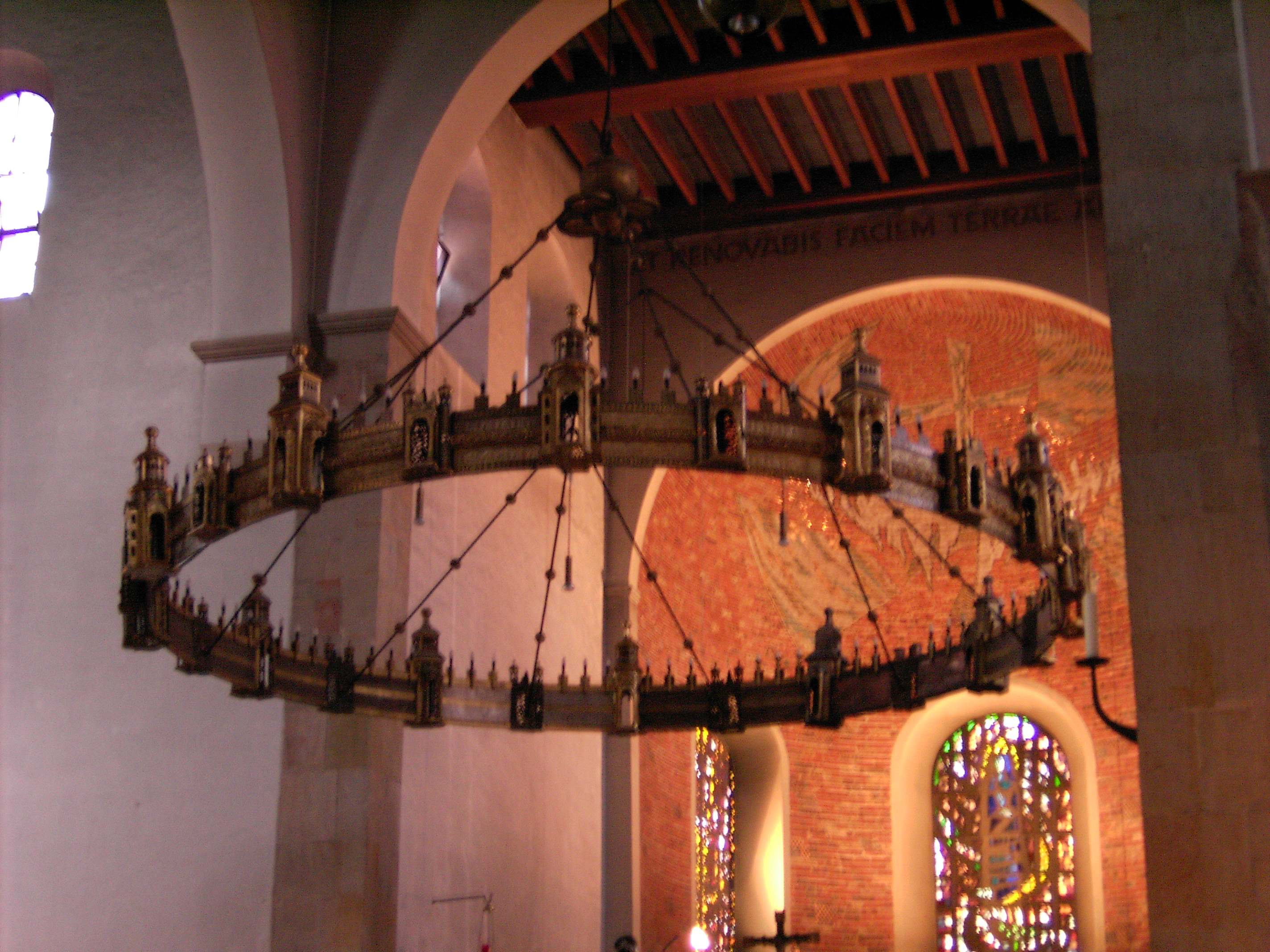
El candelabro de Hettilo (siglo XI)
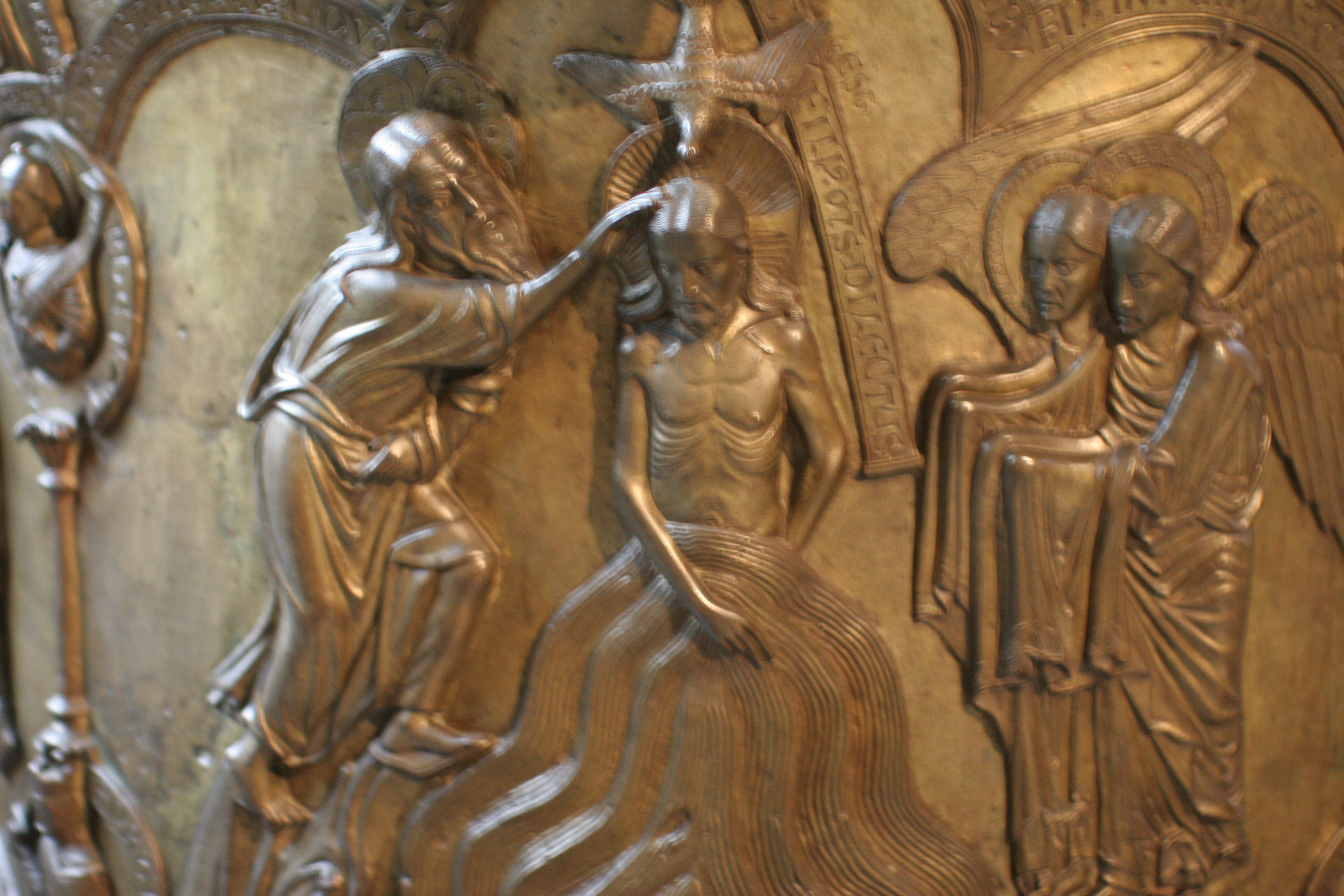
Fuentes bautismales: Bautismo de Cristo en el Jordán (detalle, 1225)
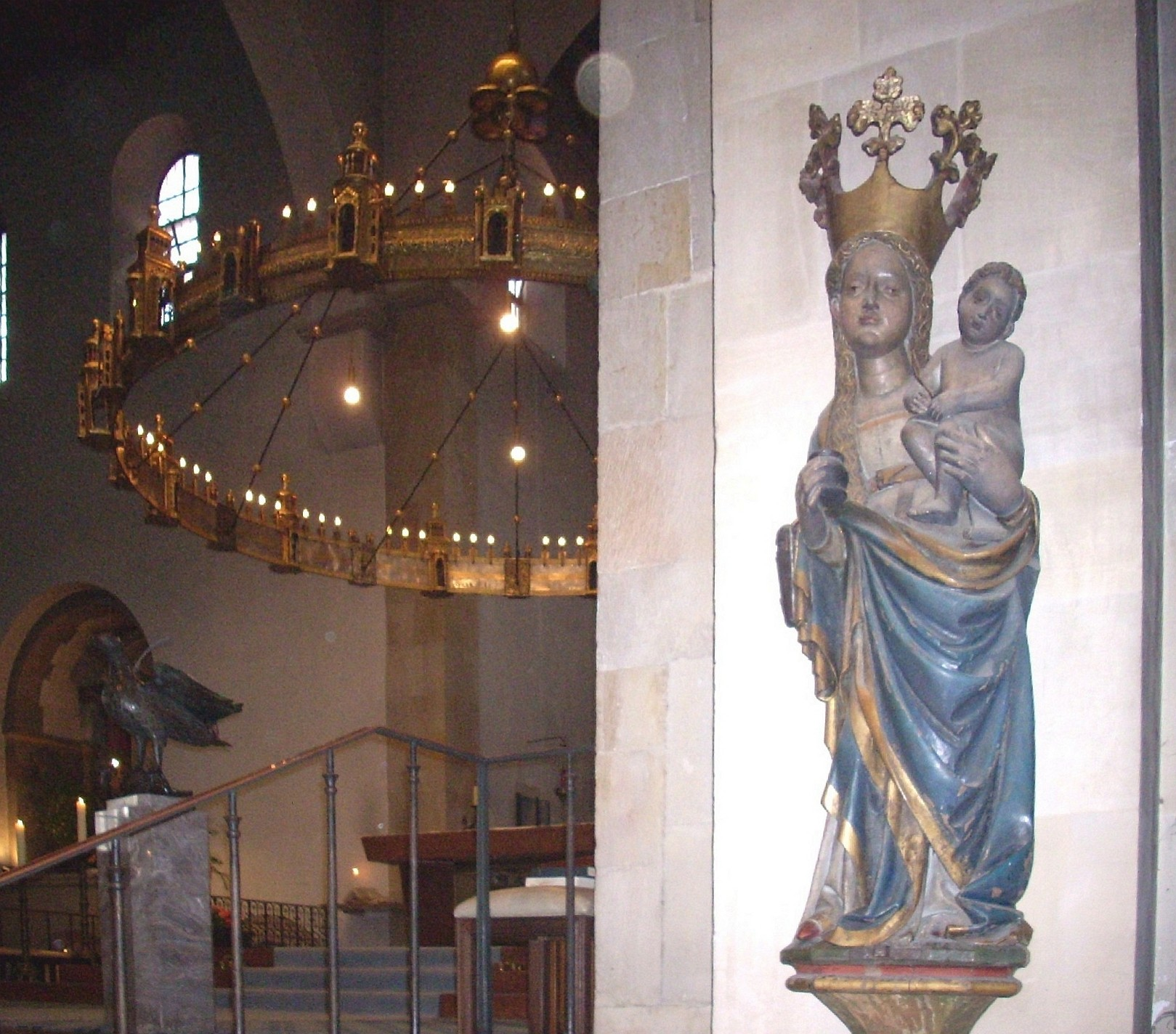
La madona-tintero gótica

Entre otros objetos preciosos, se encuentran:
- El candelabro de Hettilo, un candelabro en forma de corona del siglo XI (en el crucero, representando la Jerusalén celeste).
- El sarcófago de San Gotardo de Hildesheim en la cripta.
- El santuario de San Epifanio de Pavía y de los patronos de la catedral sobre el altar principal, del siglo XII.
- Una pila bautismal de 1225, en bronce, estilo románico tardío.
- La cruz de san Bernardo así como preciosos relicarios y útiles litúrgicos, expuestos en el Museo Diocesano.
- La madona-tintero gótico en el pilar suroeste del crucero.

Entre las realizaciones más interesantes de la posguerra, puede mencionarse la cidriera de la Santa Virgen en el coro (María rodeada por la Luna y las Estrellas, evocación de Ap., 12) y el mosaico del ábside, que conmemora el bombardeo de Hildesheim y el incendio típicamente apocalíptico que le siguió. A un lado puede leerse al salmista (Salmos, 104, 30) Renovabis faciem terrae, halleluja – ...renuevas la faz de la tierra, aleluya.
En 1943, las obras de arte mencionadas fueron sacadas de la iglesia por los curas y enterradas en los terraplenes medievales de Hildesheim. Por eso no fueron deterioradas por las bombas cuando fue destruida la catedral.

## Campanas
La catedral se enorgullece de un carillón de siete campanas, siendo la menor la «San Nicolás» (Nikolausglocke) instalada en el nártex septentrional; las otras campanas cuelgan de dos cajas de apoyo dentro de la torre occidental. La aguja conservará sus campanas en la restauración de la catedral.

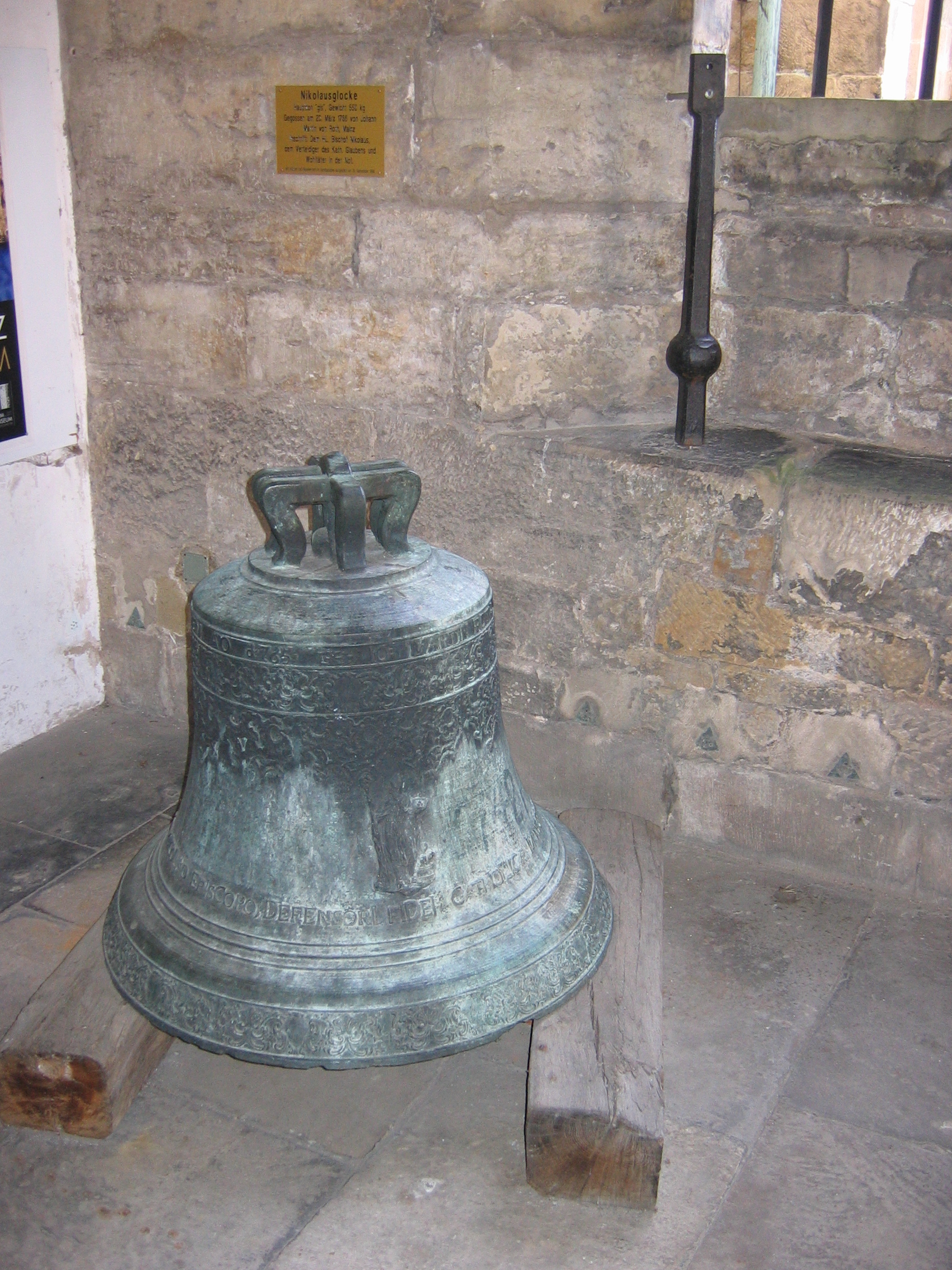
La campana de san Nicolás en el nártex septentrional

| n.º | Nombre        | Año de fundición | Fundidor, taller                        | Diámetro (mm) | Peso (kg) | Afinación (16.º)             | Suspensión     |
| 1   | Canta Bona    | 1960             | Friedrich Wilhelm Schilling, Heidelberg | 2300          | 8686      | fa0 +4                       | inferior       |
| 2   | Santo Apóstol | 1765             | Johann Martin Roth, Maguncia            | 1940          | 4895      | la{\displaystyle \flat }0 +6 | inferior       |
| 3   | San Bernardo  | 1960             | Friedrich Wilhelm Schilling, Heidelberg | 1698          | 3366      | si0 +4                       | inferior       |
| 4   | San Gotardo   | 1960             | Friedrich Wilhelm Schilling, Heidelberg | 1500          | 2278      | do1 +4                       | superior       |
| 5   | San Epifanio  | 1960             | Friedrich Wilhelm Schilling, Heidelberg | 1260          | 1343      | ré{\displaystyle \flat }1 +6 | superior       |
| 6   | Santa Cecilia | 1960             | Friedrich Wilhelm Schilling, Heidelberg | 1060          | 1068      | fa1 +4                       | superior       |
| 7   | San Nicolás   | 1766             | Johann Martin Roth, Maguncia            | 950           | 550       | la{\displaystyle \flat }1 +2 | (Nártex norte) |

| n.º | Inscripción |
| 1   | CANTATE DOMINO CANTICUM NOVUM QUIA MIRABILIA FECIT SANCTA MARIA CANTA BONA NOBIS! – Auxilio Matris D.N.J.Ch. confidens me fudit F.W. Schilling Heidelbergensis Anno Domini MCMLIX («Entone un nuevo cántico para el Señor, ya que realizó un milagro. ¡Santa María canta para nosotros la buena noticia! En acción de gracias para la Virgen, F.W. Schilling de Heidelberg la fundió en el año del Señor 1950») |
| 2   | Johann Martin Koch de Mayence m'a coulée à Hildesheim l'an 1765, APOSTOLIS PETRO ET PAULO COMPATRONIS HILDESIENSIBUS («A los santos tutelares de Hildesheim los apóstoles Pedro y Pablo») |
| 3   | SIT PIA PAX ET VOS AMEN CANITE SANCTE BERNWARDE ORA PRO NOBIS («Reine la paz del Señor cante Amén San Bernardo ruega por nosotros») |
| 4   | STERNE RESISTENTES/STANTES REGE/TOLLE JACENTES. SANCTE GODEHARDE ORA PRO NOBIS («Abrume a los rebeldes/Guíe a los hombres rectos/destaque a aquéllos que están en tierra. San Gotardo ruega por nosotros») |
| 5   | EPIPHANIUS PACIFICATOR PATRONUS EPIPHANIAM DOMINI NUNTIAT. SANCTE EPIPHANI PRECARE PRO NOBIS («Epifanio, padre consolador, anuncia la resurrección del Señor. San Epifanio ruega por nosotros») |
| 6   | CANTANTIBUS ORGANIS CAECILIA DOMINO DECANTANBAT! SANCTA CAECILIA ADJUVA NOS (« Tras el timbre del órgano, ¡santa Cecilia cantaba al Señor! Santa Cecilia, ayudanos») |